# Фаунтен-Прері (Вісконсин)
Фаунтен-Прері (англ. Fountain Prairie) — місто (англ. town) в США, в окрузі Колумбія штату Вісконсин. Населення — 938 осіб (2020).

## Демографія
Згідно з переписом 2010 року, у місті мешкало 887 осіб у 340 домогосподарствах у складі 263 родин. Було 375 помешкань
Расовий склад населення:
| - 99,1 % — білих - 0,1 % — корінних американців - 0,1 % — чорних або афроамериканців - 0,1 % — азіатів |

До двох чи більше рас належало 0,6 %. Частка іспаномовних становила 1,1 % від усіх жителів.
За віковим діапазоном населення розподілялося таким чином: 23,6 % — особи молодші 18 років, 59,8 % — особи у віці 18—64 років, 16,6 % — особи у віці 65 років та старші. Медіана віку мешканця становила 45,4 року. На 100 осіб жіночої статі у місті припадало 106,3 чоловіків;  на 100 жінок у віці від 18 років та старших — 101,8 чоловіків також старших 18 років.
Середній дохід на одне домашнє господарство  становив 79 790 доларів США (медіана — 70 192), а середній дохід на одну сім'ю — 91 617 доларів (медіана — 79 688). Медіана доходів становила 54 375 доларів для чоловіків та 43 250 доларів для жінок. За межею бідності перебувало 4,2 % осіб, у тому числі 7,3 % дітей у віці до 18 років та 0,0 % осіб у віці 65 років та старших.
Цивільне працевлаштоване населення становило 398 осіб. Основні галузі зайнятості: виробництво — 23,1 %, освіта, охорона здоров'я та соціальна допомога — 17,6 %, роздрібна торгівля — 12,1 %, будівництво — 8,5 %.